# Ludwigia octovalvis
Ludwigia octovalvis (tên tiếng Việt: rau mương) là một loài thực vật có hoa trong họ Anh thảo chiều. Loài này được (Jacq.) P.H.Raven mô tả khoa học đầu tiên năm 1961 publ. 1962.

## Hình ảnh

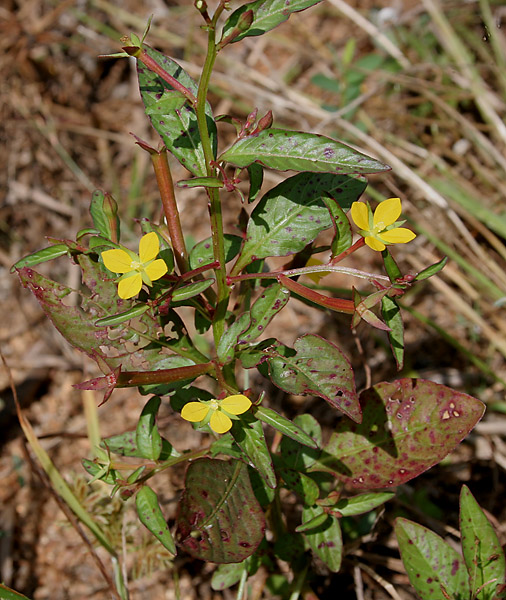
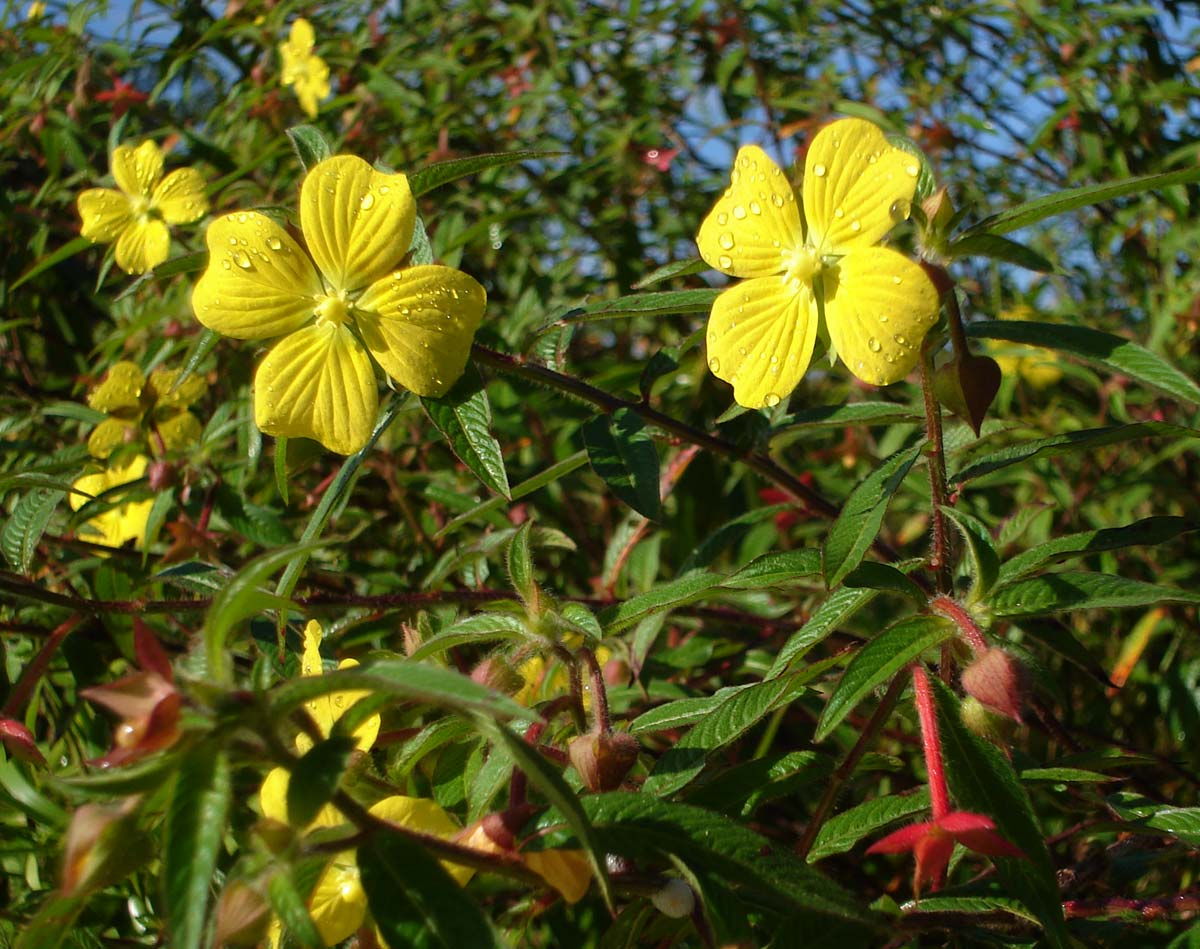
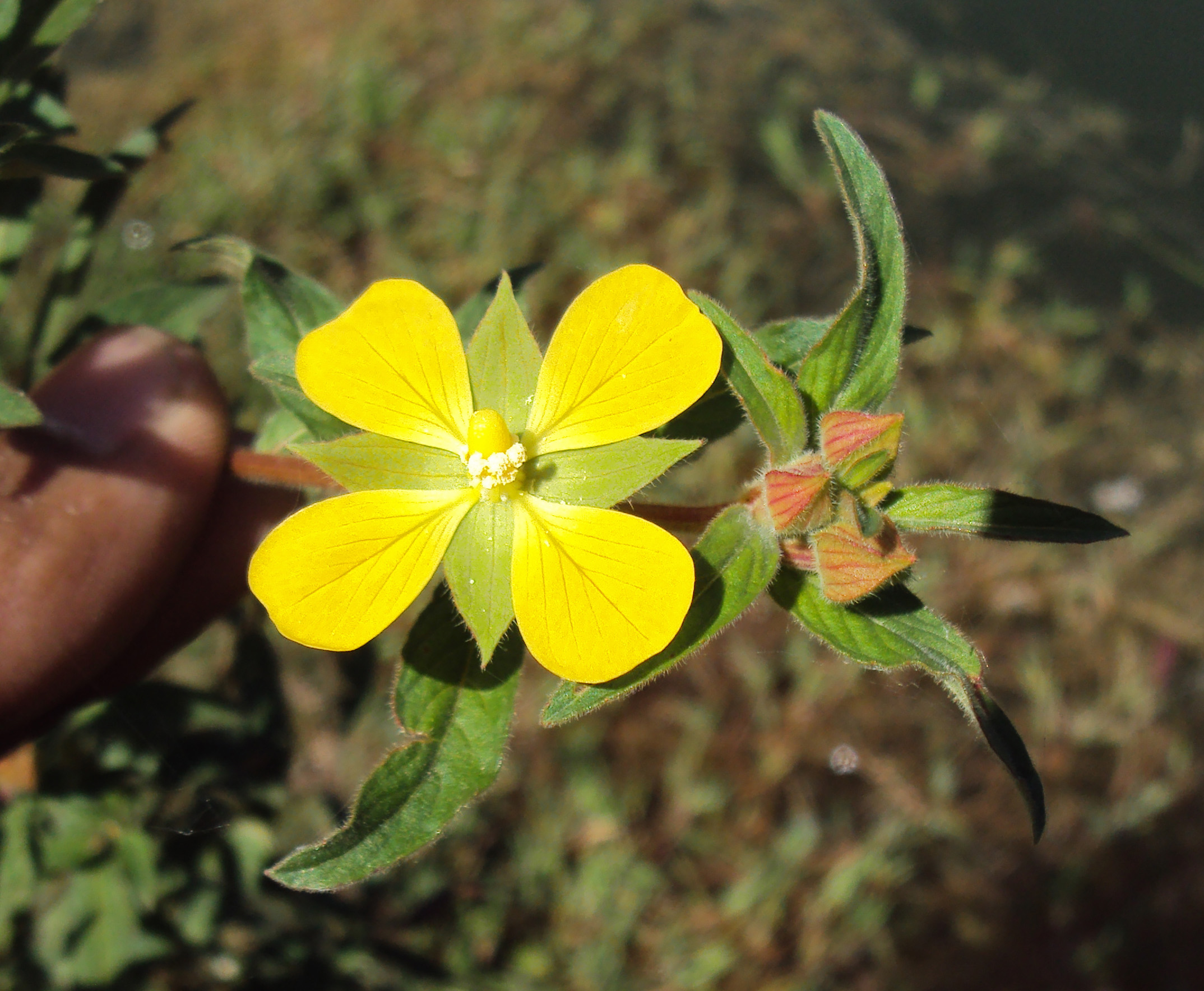
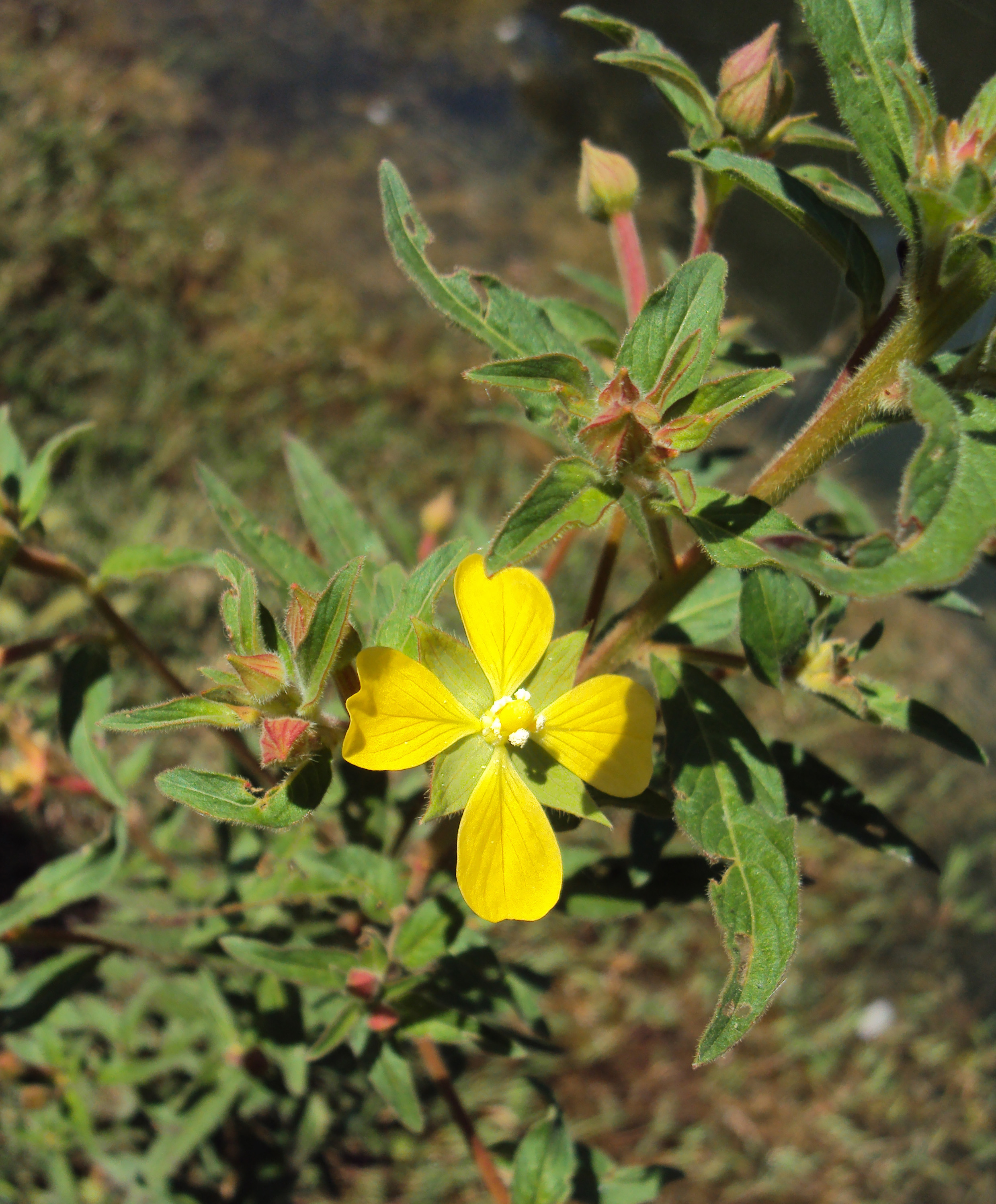
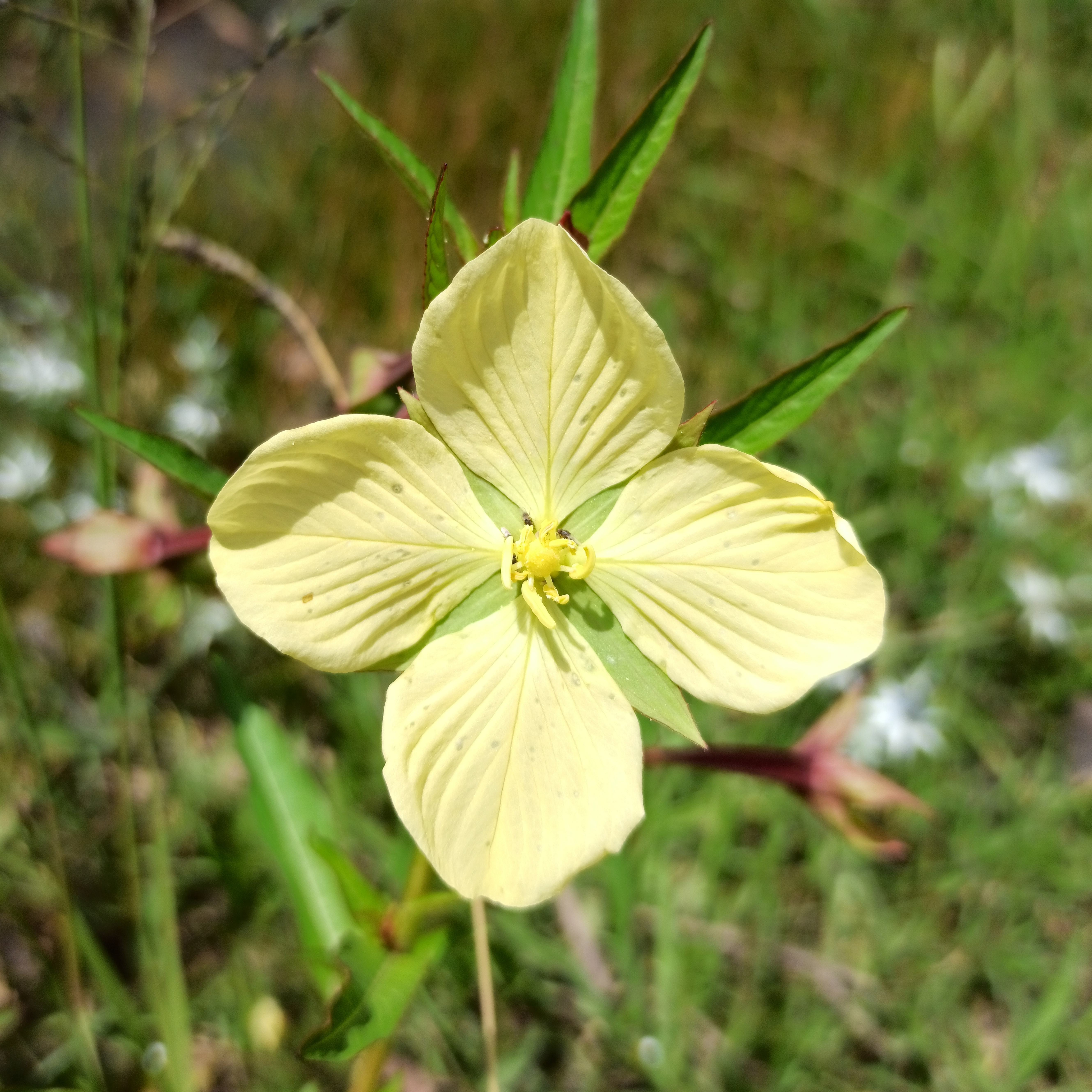